# Diestota aberrans
Diestota aberrans är en skalbaggsart som beskrevs av Sharp 1908. Diestota aberrans ingår i släktet Diestota och familjen kortvingar. Inga underarter finns listade i Catalogue of Life.